# Beth Carvalho
Beth Carvalho, celým jménem Elizabeth Santos Leal de Carvalho (*5. května 1946, Rio de Janeiro – 30. dubna 2019, Rio de Janeiro), byla významná brazilská zpěvačka, skladatelka a instrumentalistka. Od 70. let 20. století se Beth stala jednou z nejznámějších interpretek samby a pomohla objevit hudební jména jako Luiz Carlos da Vila, Jorge Aragão, Zeca Pagodinho, Almir Guineto, Fundo de Quintal, Arlindo Cruz a Quinteto em Branco e Preto.

## Životopis

### Osobní život
Beth se narodila João Francisco Leal de Carvalhovi z Piauí a Marii Nair Santos. Ze sourozenců měla pouze jednu sestru Vânia Santos Leal de Carvalho. Pro uměleckou dráhu se rozhodl poté, co dostala od své matky kytaru. Její babička Ressú hrála na mandolínu a kytaru. Její matka hrála na klasický klavír, sestra Vânia zpívala a nahrávala písně samby.
Beth se celé dětství věnovala baletu a v dospívání studovala kytaru na hudební škole. Později se stala učitelkou hudby a začala učit na místních školách. Žila v několika čtvrtích v Riu a její otec ji pravidelně brával na zkoušky do škol a kroužků samby, kde tančila na večírcích a hudebních setkáních s přáteli. V 60. letech Beth Carvalho ovlivněná bossa novou a sambou (zejména v písních João Gilberta), začala skládat a zpívat. S ohledem na politické přesvědčení svých rodičů se Carvahlo výrazně angažovala v politických a sociálních záležitostech.
V roce 1979 se provdala za fotbalistu Édsona Cegonhu, kterého objevil fotbalový klub Bonsucesso v Riu. 22. února 1981 se jim narodila první a jediná dcera Luana Carvalho, později úspěšná herečka a zpěvačka. Pár let po narození dcery se s manželem rozvedli.

### Zdravotní problémy
V roce 2010 Beth Carvalho utrpěla trhlinu v křížové kosti. Kvůli tomuto problému začala hrát vleže na posteli, nemohla sedět ani chodit. K problému se přidala neuropatie způsobená jejím příliš dlouhým setrváním ve stejné poloze během operace páteře. Problém s páteří způsobila artróza stehenní kosti, kvůli které zpěváčka kulhala. Vždy však byla optimistická, pokud jde o její uzdravení a spoléhala na plnou podporu své rodiny a přátel.
Na konci roku 2010 se Beth vrátila na scénu v show v Píer Mauá v Rio de Janeiru.

### Smrt
Beth Carvalho zemřela 30. dubna 2019 ve věku 72 let. Od 8. ledna byla hospitalizována v nemocnici Pró-Cardíaco Rio. Příčinou byla generalizovaná infekce. Pohřeb se konal v hlavním sále ústředí fotbalového klubu Botafogo de Futebol e Regatas. Bethina smrt měla hluboký dopad v kulturním, uměleckém a politickém prostředí. V politické sféře si Bethinu trajektorii a boje připomněla bývalá prezidentka Dilma Rousseffová: „Beth Carvalho zanechává také důležité dědictví při ztotožňování se s příčinami a bojem prostých lidí za svobodu. Poctila mě svou podporou v kampaních společně s bývalým prezidentem Lulou.“

## Kariéra
Kariéra Beth Carvalho začínala v tradici hudebního stylu bossa nova. Počátkem roku 1968 se zúčastnila hnutí Musicanossa, které tvořili převážně progresivní hudebníci Armando Schiavo a Hugo Bellard. Přehlídky tohoto seskupení se konaly v divadle Teatro Santa Rosa v Ipanema, kde měla Carvalho příležitost nahrát jednu ze svých písní „O Som e o Tempo“. V této době nahrávala Carvalho zejména se zpěvákem Taiguarou. V roce 1965 nahráli společně svůj první singl k písni Por Quem Morreu de Amor od Roberta Menescala a Ronalda Bôscoliho. V roce 1966 se již zabývala naplno sambou a zúčastnila se show A Hora e a Vez do Samba spolu s Nelsonem Sargentem a Noca da Portela.
Ve hudební soutěži v roce 1968 získala 3. místo s Andançou, Edmundo Souto, Paulinho Tapajós a Danilo Caymmi a stala se tak známou po celé zemi. Kromě prvního velkého úspěchu je Andança titulem jeho prvního LP vydaného v následujícím roce. Od roku 1973 začal vydávat jedno album ročně, její alba se stala bestsellerem.
Beth Carvalho je uznávaná jako bojovnice za záchranu a objevení celých generací hudebníků a skladatelů samby. V roce 1972 vyhledal Nelsona Cavaquinha pro nahrávku Folhas Secas a v roce 1975 totéž udělal s Cartolou, když vydali společně skladbu As Rosas Não Falam.
Vzhledem k častým spolupracím se skupinami i interprety si Beth vysloužila charakteristiku „kmotra samby“. Zpěvačka navíc přinesla do samby nový zvuk, když ve svých show a albech představila nástroje jako banjo s laděním cavaquinho, tantã a repique.
V roce 1997 sklidila velký úspěch píseň „Coisinha do Pai“, která zazněla i ve vesmíru, když ji brazilská inženýrka NASA Jacqueline Lyra naprogramovala tak, aby „probudila“ robota na Marsu. Někdejší starosta Rio de Janeira ji požádal, aby předala Fidelu Castrovi titul čestného občana města.

### Festivaly
V devatenácti letech obsadila Carvalho třetí místo na III. Festivalu Internacional da Canção v roce 1968 s písní Andança. Účastnila se také dalších hudebních festivalů. Průběžně studujovala brazilský žánr samby, spolupracovala často se spisovatelem a skladatelem Nelsonem Sargentem.
V roce 1971 se stala Beth zkušenou zpěvačkou školy samby Unidos de São Carlos. V karnevalovém bloku Cacique de Ramos se setkal s Jorgem Aragãem. Kde vzrušeně zpívala a defilovala spolu s blokem. Jorge Aragão jí dal v roce 1977 nahrát píseň Vou Festejar, která způsobila zásadní průlom v její tvorbě. Je jednou z velkých jmen brazilské populární hudby s desítkami hitů a významnou účastí v různých podpůrných hnutích pro brazilskou hudbu.

### Výlety a objevy
Carvahlo procestovala Lisabon, Montreux, Paříž, Madrid, Atény, Berlín, Miami a San Francisco . Za všechny ty roky své kariéry objevil talenty jako Jorge Aragão, Almir Guineto, Luiz Carlos da Vila, Gracia do Salgueiro, Umbrinha, Arlindo Cruz, Quinteto em Branco e Preto  , Zeca Pagodinho, Yamandú Costa a Alessandro Penezzi .

## Aktivismus
Zpěvačka byla obdivovatelkou Leonela Brizoly, Fidela Castra a Huga Cháveze. Byla také fanouškem fotbalového klubu Botafogo. Podporovala také Brizolu ve volbách v roce 1989 a 1994 a prezidenta Luize Inácia Lulu da Silvu ve všech jeho prezidentských kampaních. Zpíval znělku ''La la la la Brizola''  a byl součástí sboru, který zpíval znělku "Lula Lá" v roce 1989. V roce 2010 podpořil prezidentskou kandidaturu Dilmy Rousseffové. V roce 2014 podpořil jeho znovuzvolení.

## Kontroverze
Na karnevalu v roce 2007 ji bylo ukřivdilo ze strany vedení festivalu a školy samby Mangueira. Beth byla zklamaná ředitelem školy pro nedostatečné zabezpečení akce. Od této epizody se Beth stáhla ze akcí uvedené školy samby. Beth v poznámce zveřejněné na svých oficiálních stránkách uvedla, že „nikdy nepřestane být z Mangueirense a že její srdce bude vždy zelené a růžové“.

## Diskografie

### Alba
- 1965 - Proč zemřít na lásku?
- 1966 - Uma Onda
- 1969 - Andança
- 1971 - Beth Carvalho: Especial
- 1971 - Láska, láska
- 1973 - Píseň pro nový den
- 1974 - Za vaši vládu
- 1975 - Pandeiro e Viola
- 1976 - Mundo Melhor
- 1977 - Nos Botequins da Vida
- 1978 - De Pé No Chão
- 1979 - U pagody
- 1980 - Brazilian Feeling
- 1981 - Na Fonte
- 1982 - Traço de União
- 1983 - Pot na tváři
- 1984 - Happy Heart
- 1985 - O požehnání, která přijdou s novými zítřky
- 1986 - Beth
- 1996 - My Moments
- 2005 - Beth Carvalho a přátelé
- 2011 - Nosso Samba Tá Na Rua

### Spolupráce a partnerství
- „Staré dveře" - s Edmundo Souto a Paulinho Tapajós
- „Tune my guitar" - s Paulinho Tapajós a Edmundo Souto
- „Píseň o čekání na dítě" - s Paulinho Tapajós
- „Joatinga" - s Edmundo Souto a Paulinho Tapajós
- „Mořská panna" - adaptace bahijského folklóru

## Vystoupení
- 1968 - III. Festival Internacional da Canção - společně s vokální skupinou Os Golden Boys - Maracanãzinho, v Riu.
- 1969 - Písňová olympiáda - konala se v Řecku
- 1969 – IV. mezinárodní festival písní – Maracanãzinho, Rio de Janeiro.
- 1979 - Beth Carvalho Show - na Cine Show Madureira, v Rio de Janeiru
- 1987 - Beth Carvalho žije v Montreux
- 1991 - Koncert Beth Carvalho - v koncertní síni Olímpia v São Paulu.
- 1999 - Pagoda Mesa - v Rio de Janeiru
- 1999 - Esquina Carioca s Walterem Alfaiate, Moacyr Luz, Luiz Carlos da Vila, Nelson Sargento, Dona Ivone Lara - v Bar Pirajá, v São Paulu
- 2000 – pozvání k účasti na Jorge Aragão Show – v Olimpu, Rio de Janeiro
- 2000 - Beth Carvalho a baterie Mangueira - v Olimpu, Rio de Janeiro.
- 2000 - Stolní pagoda 2 - Tom Brasil, São Paulo
- 2001 - Posvátné jméno - Teatro Rival, Rio de Janeiro
- 2003 - Speciální účast spolu s Ademilde Fonseca v show "Alma feminine", Eliane Faria - Teatro Rival
- 2003 - Beth Carvalho a skupina "A fina flor do samba" - Centro Cultural Carioca - Rio de Janeiro
- 2004 - Riação zve Beth Carvalho - Age of the World Project - Banco do Brasil Cultural Center - Brasília, DF
- 2005 - Beth Carvalho a hosté - Almir Guineto, Luiz Carlos da Vila, Zeca Pagodinho, Dudu Nobre, Dona Ivone Lara, Vó Maria a Jongo da Serrinha - Teatro Municipal do Rio de Janeiro, RJ
- 2006 - Beth Carvalho - V Mineirão, Vou Festejar zpívá více než 75 000 fanoušků Atlética Mineiro, jejichž fanoušci zpívají píseň téměř v každé hře. V té době klub slavil přístup do Série A Campeonato Brasileiro de Futebol, v jediném roce hrál v Sérii B.
- 2006 - Beth Carvalho - Městské divadlo v Rio de Janeiru, RJ
- 2006 - Beth Carvalho - Teatro do SESI - Porto Alegre, RS - Project Samba no Teatro
- 2006 - Beth Carvalho 60 let - Canecão - Rio de Janeiro
- 2006 - Beth Carvalho zpívá sambu z Bahia - Teatro Castro Alves - Salvador, BA
- 2007 - Beth Carvalho zpívá sambu z Bahia - Canecão - Rio de Janeiro.

## Galerie

Beth Carvalho v roce 1971
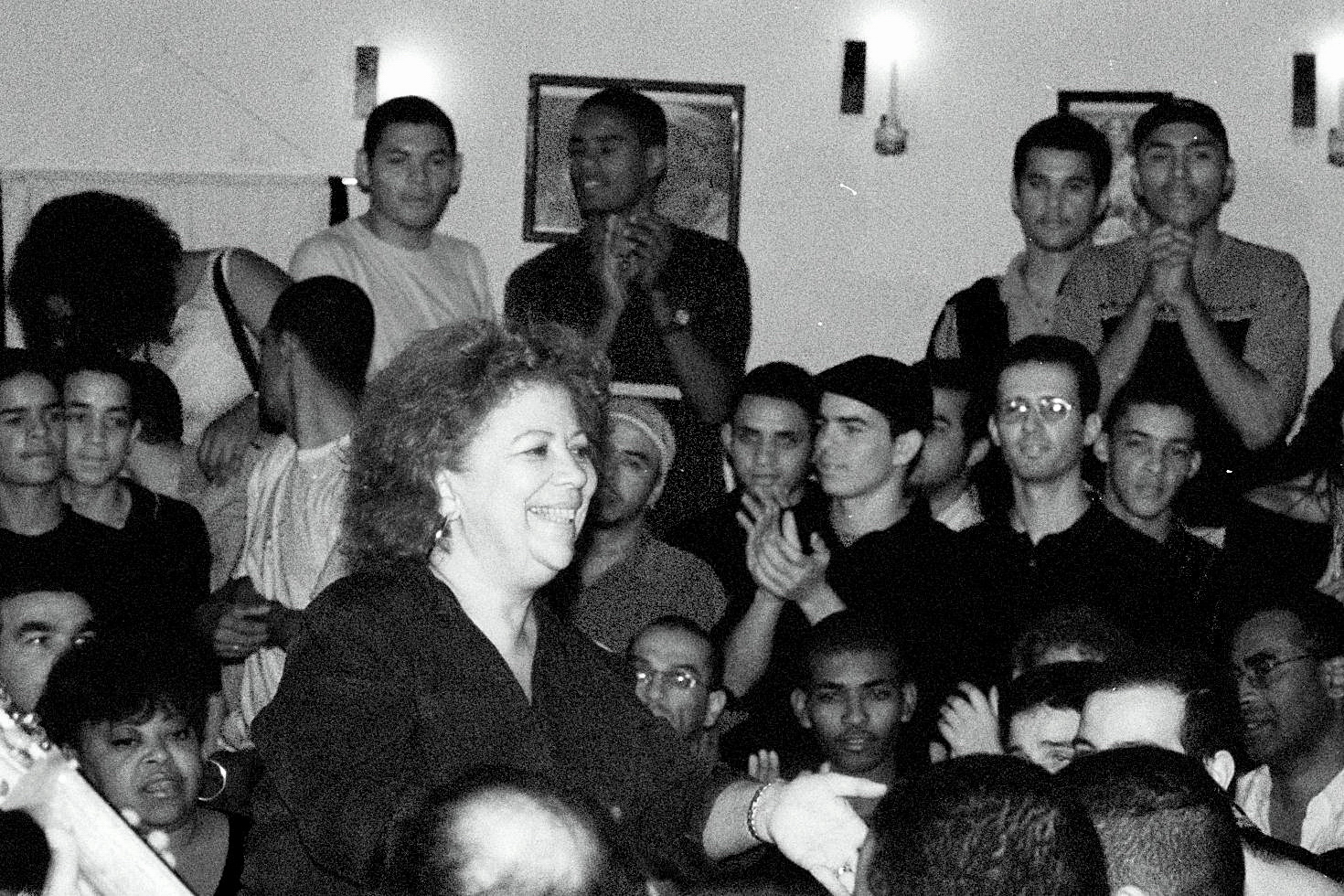
S publikem
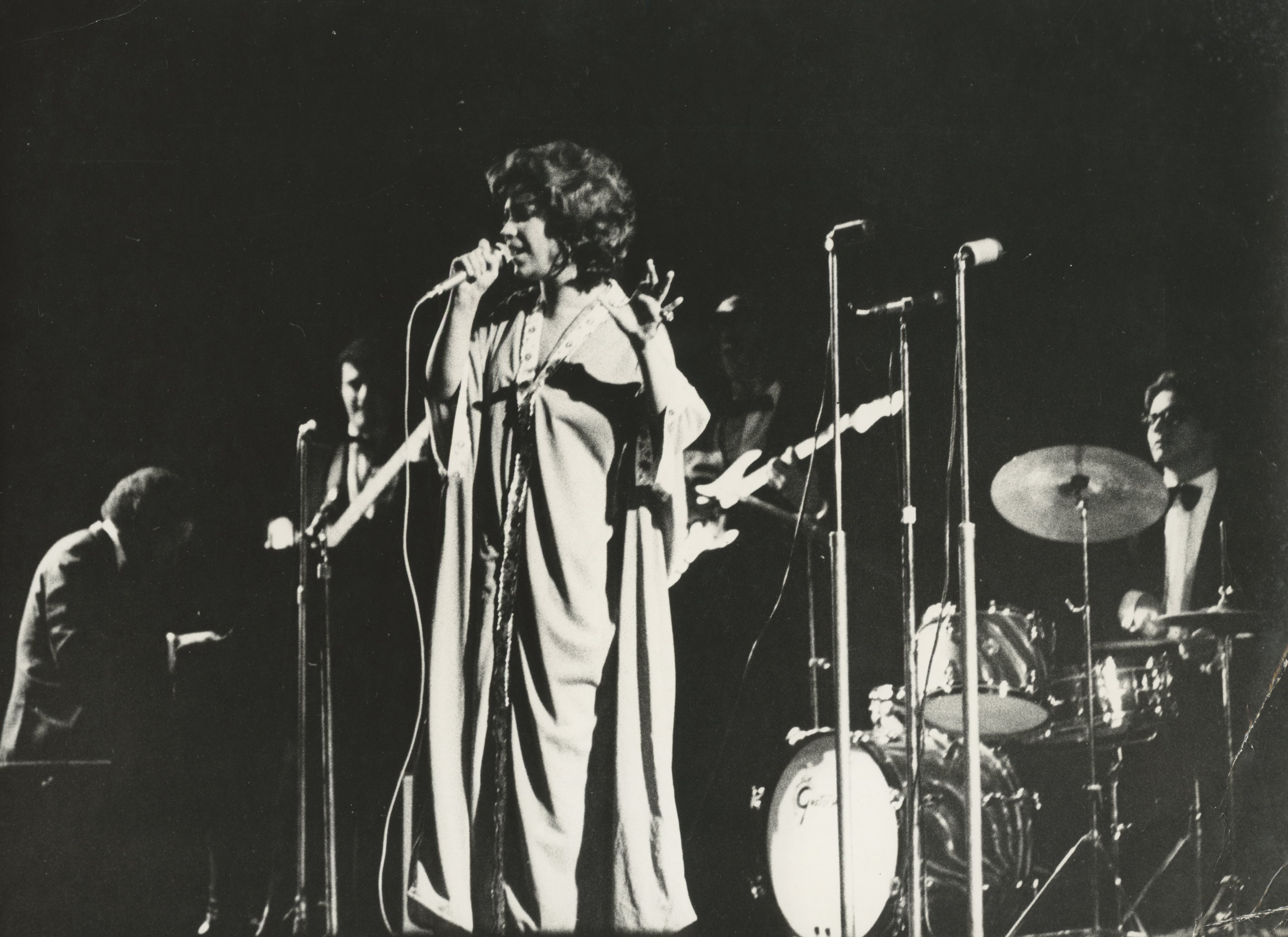
Na pódiu v roce 1970
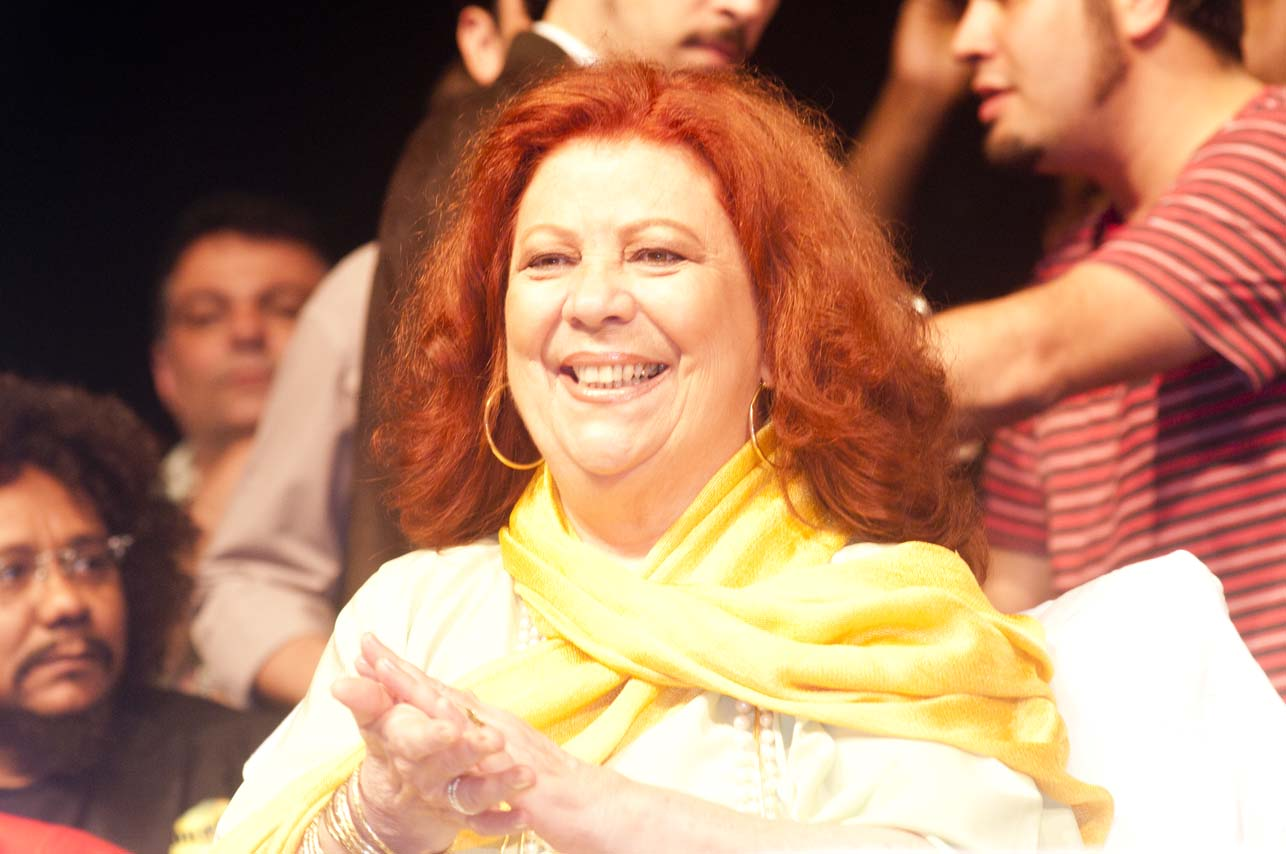
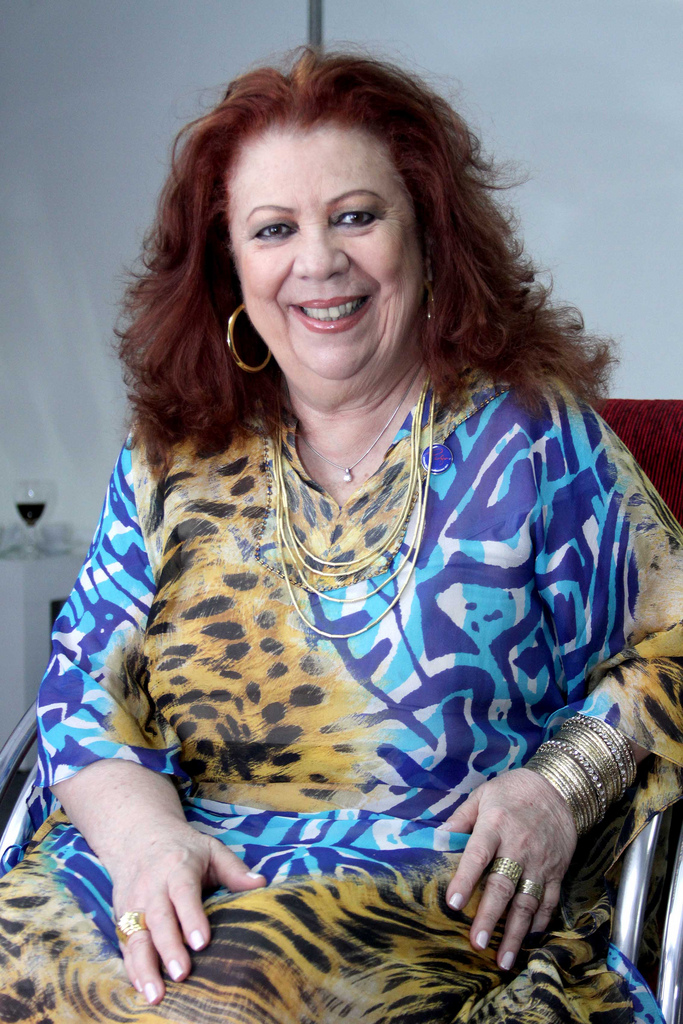
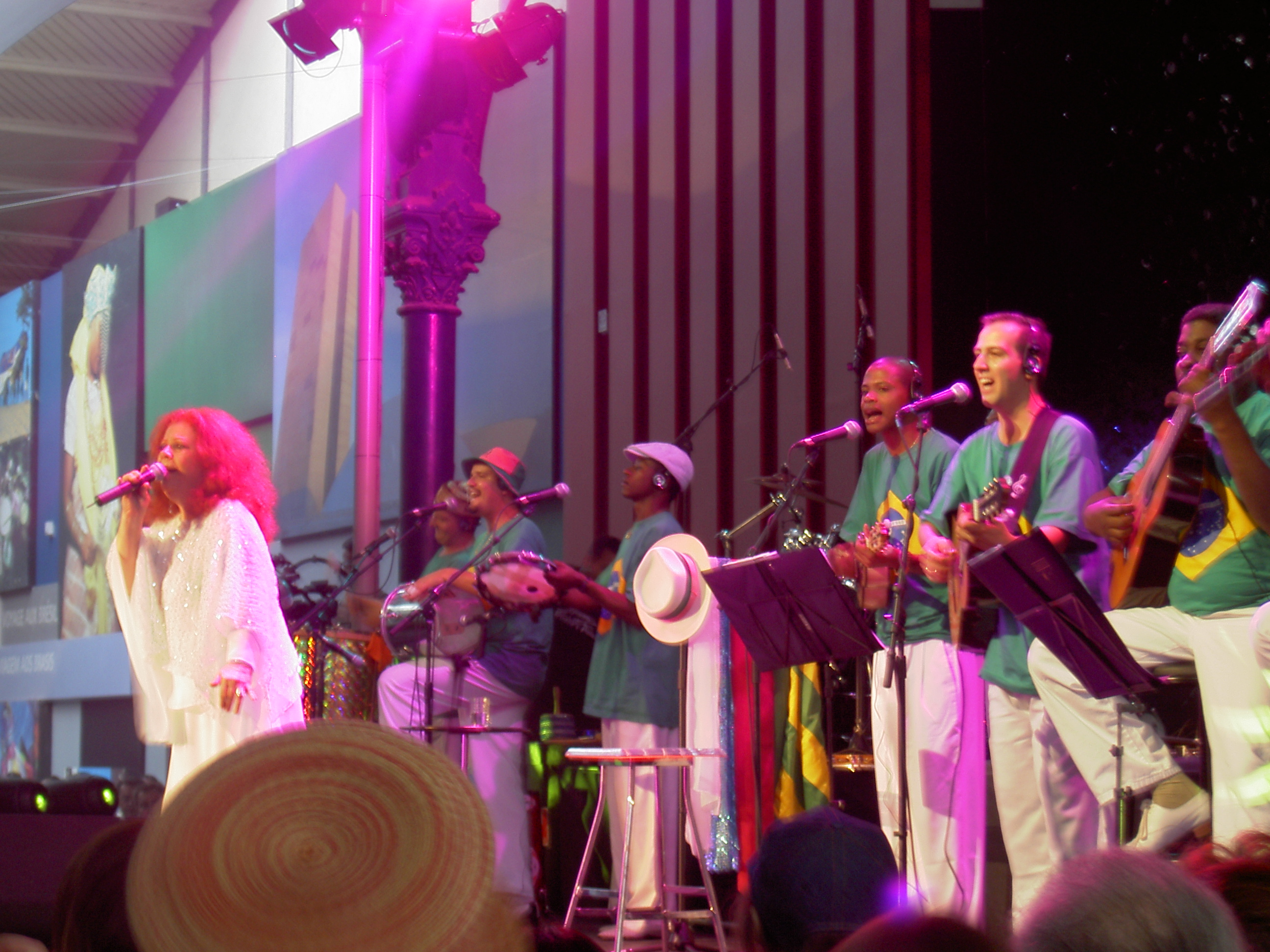
Vystoupení ve Francii